# پابلو آبیان
پابلو آبیان (انگلیسی: Pablo Abián؛ زادهٔ ۱۲ ژوئن ۱۹۸۵) بدمینتون‌باز اهل اسپانیا است.
وی در مسابقات بین‌المللی در مجموع برندهٔ ۳ مدال طلا و ۲ مدال نقره شده‌است.